# Wilhelm Solf

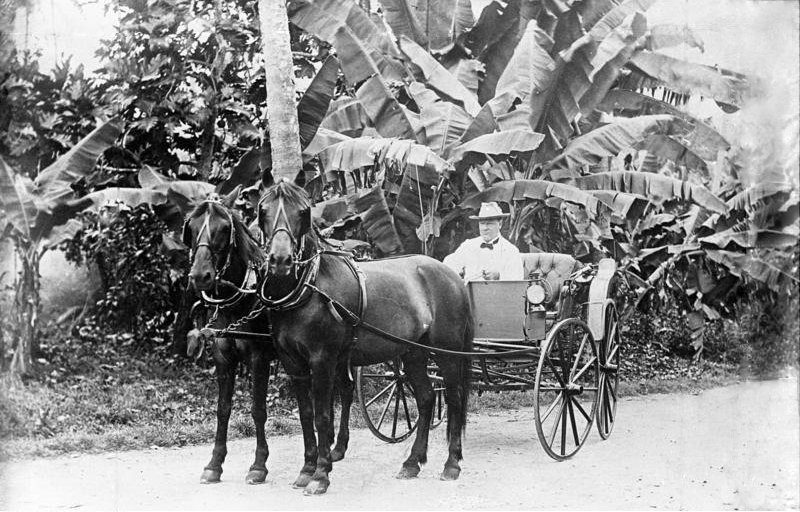
Wilhelm Solf – gubernator Samoa (ok. 1910 r.)

Wilhelm Heinrich Solf (ur. 5 października 1862 w Berlinie, zm. 6 lutego 1936 w Berlinie) – niemiecki dyplomata i polityk, gubernator Samoa w latach 1900–1910; mąż Hanny Solf.

## Życiorys
Studiował indologię w Berlinie. Po krótkim pobycie w Londynie został przyjęty do służby dyplomatycznej. Pracował w konsulacie generalnym w Kalkucie. W międzyczasie zdał egzaminy prawnicze i W 1898 wyjechał jako sędzia okręgowy do Dar es Salaam – stolicy Niemieckiej Afryki Wschodniej. Od 1899 przebywał w Samoa, gdzie w 1900 objął stanowisko gubernatora wyspy. Był uważany za zwolennika „humanistycznego kolonializmu” i znany z pokojowego podejścia do autochtonów. Przyczynił się do zażegnania powstania tubylczego w 1909 r.
W 1911 r. otrzymał nominację na sekretarza stanu w Urzędzie ds. Kolonii (Reichskolonialamt). Był zwolennikiem polityki kanclerza Bethmanna Hollwega. W rządzie Maxa von Baden (przedostatniego kanclerza cesarskiej II Rzeszy) otrzymał tekę ministra spraw zagranicznych. Po rewolucji 1918 roku opowiadał się za utrzymaniem monarchii, ale w jej liberalnym wydaniu. Z przekonania był bowiem konserwatywnym liberałem. Należał do Niemieckiej Partii Demokratycznej. W latach 1920–1928 był ambasadorem w Tokio. Krytycznie oceniał politykę Hitlera. Skupiał wokół siebie późniejszych uczestników antyhitlerowskiego ruchu oporu, którzy potem wspierali jego żonę w działaniach opozycyjnych (był to tzw. Solf-Kreis).
Napisał m.in. Die Lehren des Weltkriegs für unsere Kolonialpolitik (1916).